# Elisabetta Canalis
Elisabetta Canalis est une actrice, animatrice de télévision et mannequin italienne, née le 12 septembre 1978 à Sassari, en Sardaigne.

## Biographie

### Famille
Elisabetta Canalis est née le 12 septembre 1978 à Sassari en Sardaigne en Italie. Son père, Giulio Cesare Canalis, est un radiologue de la clinique de l'Université de Sassari, alors que sa mère, Bruna, est enseignante en littérature. Elle a un frère nommé Luigi, diplômé de l'Université de Sassari, également radiologue. Il effectue un stage à l'hôpital de Locarno dans le canton du Tessin en Suisse de l'été 2007 à l'été 2009. Après cette date, il revient en Italie et rejoint sa nouvelle affection à l'hôpital de Novara. Son départ du Tessin n'est pas fortuit puisque Luigi Canalis est impliqué dans un scandale en Suisse pour insolvabilité. Il multiplie en effet les dettes afin de satisfaire son train de vie dispendieux et les fêtes nocturnes. Sa banque n'est pas le seul établissement lésé avec un important découvert, mais aussi la caisse d'assurance maladie et des fournisseurs comme Swisscom. Les indélicatesses de l'intéressé sont commises également au préjudice de plusieurs cantons.

### Formation
Elisabetta Canalis passe toute son adolescence à Sassari, où elle est scolarisée au lycée classique Domenico Alberto Azuni. Elle évolue dans un milieu favorisé et s'initie à la danse. Sportive accomplie, elle pratique la natation et l'équitation. Après avoir terminé ses études secondaires et titulaire du baccalauréat, elle emménage à Milan en 1997 pour étudier les langues étrangères et la littérature à l'université d'État afin de passer sa licence. Au cours de cette période, elle participe à divers castings dont celui du film, Il pesce innamorato de Leonardo Pieraccioni. Elle ambitionne le mannequinat et tente sa chance dans le milieu artistique. Elle abandonne son activité universitaire et s'installe à Rome. En 1999, elle est assistante au Grand Prix International du Spectacle, le Telegatto et parallèlement, elle met en œuvre une publicité pour les chocolats M&M's. Elisabetta Canalis postule pour la chaîne de télévision Canale 5 que dirige Silvio Berlusconi. Le 27 septembre 1999, elle est sélectionnée avec Maddalena Corvaglia comme Velina pour l'émission italienne Striscia la notizia, dans laquelle elle réalise un spectacle de danse en début et fin de programme jusqu'au 8 juin 2002. Cette expérience est un tremplin essentiel pour sa nouvelle carrière.

### Carrière
Grâce à cette notoriété, Elisabetta Canalis participe dès lors à de nombreuses émissions de la télévision italienne, notamment Controcampo, célèbre diffusion sportive sur le calcio italien, Mai dire Martedì ou Artù. Elle est la présentatrice du Festivalbar en 2007. En 2009, elle coprésente la version italienne de Total Request Live sur MTV. Elle prend part en 2011 à la version américaine de Danse avec les stars : Dancing with the Stars.
Côté mannequinat, Elisabetta Canalis vient de lancer sa ligne de lingerie spécialement créée pour la marque italienne Lormar et elle sert également de modèle pour différents produits de beauté. Elle pose pour de nombreux magazines comme FHM et Maxim. Elle est également représentante de Roberto Cavalli. Elle a aussi défilé pour Philipp Plein en 2012.
Au cinéma, elle a des rôles mineurs dans les films tels que Gigolo malgré lui et Medieval Pie : Territoires vierges.
Le 10 mars 2015, Elisabetta est élue ambassadrice de bonne volonté de l'Unicef,.

### Vie privée
Elisabetta Canalis est une célébrité dans son pays, mais c'est sa relation avec George Clooney en juillet 2009 qui la révèle au monde et en fait l'un des personnages les plus médiatisés.
Elle se sépare au mois de juin 2011 de l'acteur américain et en 2012 elle a une brève liaison de trois mois avec le cascadeur et comédien Steve-O.
Par la suite, Elisabetta Canalis fréquente le chirurgien orthopédique italo-américain Brian Perri. Le couple attendait leur premier enfant mais en juin 2014, Elisabetta révèle être victime d'une fausse couche. Le mariage avec son compagnon a lieu en Sardaigne, le 14 septembre 2014. De cette union est née une fille prénommée Skyler Eva à Los Angeles, le 29 septembre 2015. Les époux font le choix de vivre dans ce comté.
À la fin du mois de décembre 2016, son père et sa mère séjournent en Californie rejoindre leur fille Elisabetta et leur gendre, pour passer les fêtes de Noël en famille. Au cours de leurs vacances d'hiver, le professeur Giulio Cesare Canalis est soudainement tombé malade. Admis à l'unité de soins intensifs, il meurt à Los Angeles, le 21 janvier 2017 à l'âge de 78 ans dans le même hôpital où est née sa petite-fille.

## Émissions de télévision

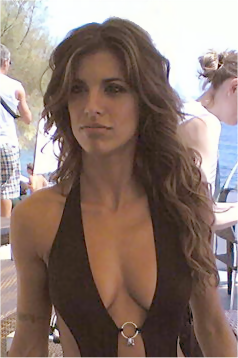
Elisabetta Canalis en 2007.

| Années      | Titres                   | Notes                   |
| ----------- | ------------------------ | ----------------------- |
| 1999 à 2002 | Striscia la Notizia      | Canale 5 : Velina       |
| 2002 à 2007 | Controcampo              | avec Sandro Piccinini   |
| 2002        | Stelle a quattro zampe   | Canale 5                |
| 2003        | Ciro presenta Visitors   | Italia 1                |
| 2004        | Superciro                | Italia 1                |
| 2007        | Mai dire martedì         | Italia 1                |
| 2007        | Festivalbar              | Italia 1, présentatrice |
| 2008        | Trofeo Birra Moretti     | Canale 5                |
| 2008        | Artù                     | Rai 2                   |
| 2009        | Total Request Live       | MTV                     |
| 2009        | MTV TRL Awards           | MTV                     |
| 2010        | Che tempo che fa         | Rai 3                   |
| 2011        | Festival de Sanremo      | Rai Uno                 |
| 2011        | La notte degli chef      | Canale 5 : Aiutante     |
| 2011        | Dancing with the Stars   | ABC Saison 13           |
| 2011        | The Ellen DeGeneres Show | NBC Studios             |
| 2012        | Festival de Sanremo      | Rai Uno                 |
| 2013        | Austria's Next Top Model | PULS4                   |
| 2013 à 2014 | Zelig One                | Italia 1                |

## Filmographie

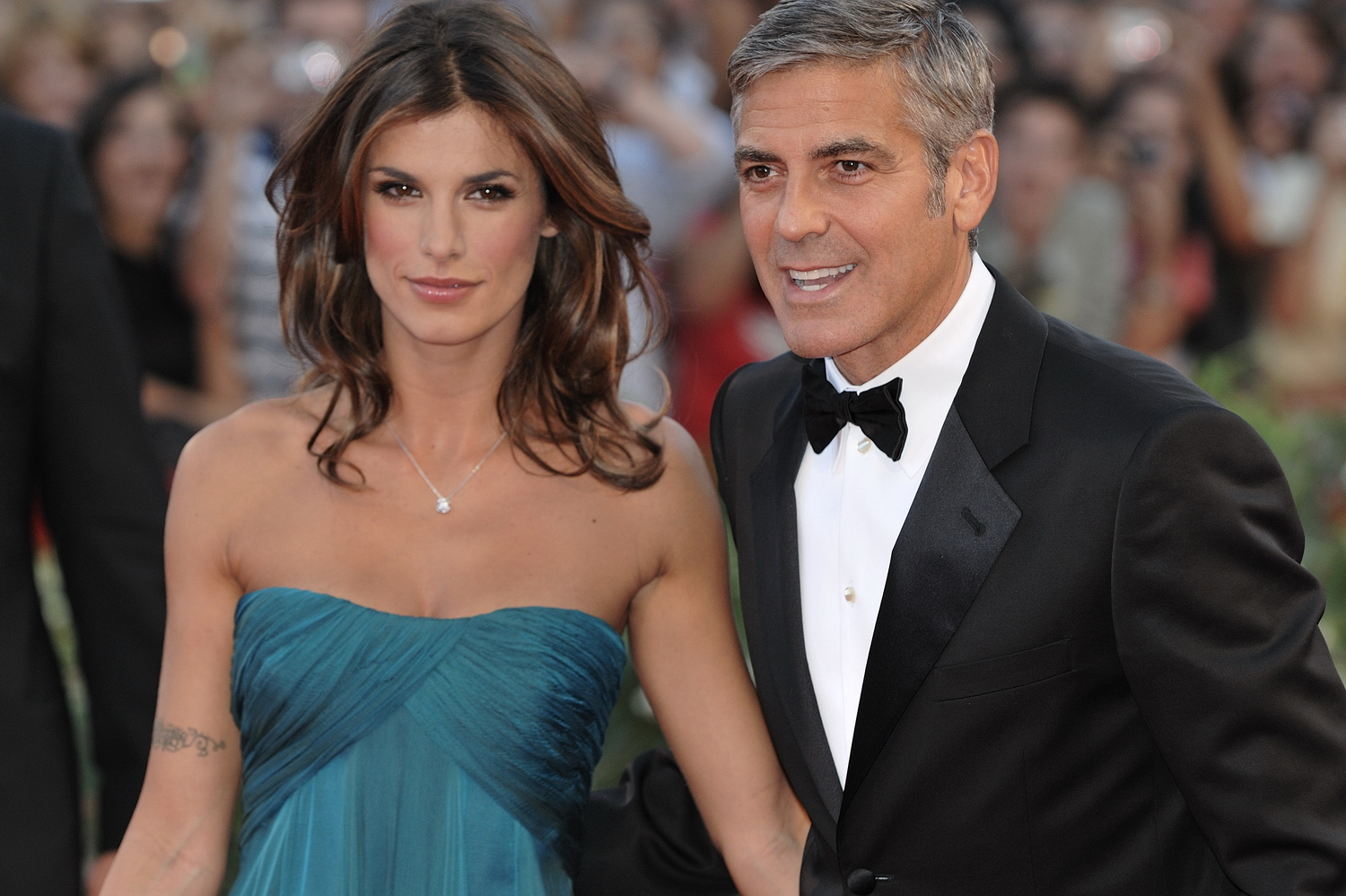
Elisabetta Canalis et George Clooney au Festival de Venise en 2009.

### Cinéma
| Années | Titre du film                      | Réalisateur                  | Rôle                 | Notes                                                                   |
| ------ | ---------------------------------- | ---------------------------- | -------------------- | ----------------------------------------------------------------------- |
| 2005   | Gigolo malgré lui                  | Mike Bigelow                 | Dame dans le château | comédie américaine (titre original : Deuce Bigalow : European Gigolo)   |
| 2006   | Natale a New York                  | Neri Parenti                 | Carlotta Ferri       | comédie italienne                                                       |
| 2007   | Medieval Pie : Territoires vierges | David Leland                 | Sœur Gabriella       | comédie romantique franco-italienne (titre original : Virgin Territory) |
| 2008   | La seconda volta non si scorda mai | Francesco Ranieri Martinotti | Ilaria Fiorito       | comédie romantique italienne                                            |
| 2008   | La fidanzata di papà               | Enrico Oldoini               | Felicity             | comédie italienne                                                       |
| 2010   | A Natale mi sposo                  | Paolo Costella               | Paloma               | comédie italienne                                                       |

### Télévision
| Années      | Titre du film       | Réalisateur                                                           | Rôle                                                            | Notes                                            |
| ----------- | ------------------- | --------------------------------------------------------------------- | --------------------------------------------------------------- | ------------------------------------------------ |
| 2003 à 2004 | Carabinieri 3 – 4   | Raffaele Mertes et Elisabetta Marchetti                               | Alessandra Ferri                                                | série TV – Canale 5                              |
| 2005        | Love Bugs 2         | Alessandra Mele                                                       | Elisabetta                                                      | série TV, sitcom - Italia 1 - (deux épisodes)    |
| 2007        | Buona la prima !    | Rinaldo Gaspari                                                       | Elle-même - Invitée                                             | Guest star                                       |
| 2008        | Medici miei         | Massimo Martelli                                                      | docteur Vittoria Colombini                                      | série TV, sitcom – Italia 1                      |
| 2009        | Così fan tutte      | Brian Large                                                           | Elle-même - Invitée                                             | Guest star                                       |
| 2010        | Fratelli Benvenuti  |                                                                       | Krishna                                                         | série TV - Canale 5 / Rete 4 - (quatre épisodes) |
| 2010        | Leverage            | Marc Roskin (2 épisodes), Jonathan Frakes, Peter Winther, Dean Devlin | l'italienne (4 épisodes) et la femme mystérieuse (5ème épisode) | série TV - (cinq épisodes)                       |
| 2014        | Party On            | Yemisi Brookes                                                        | Invitée                                                         | série TV, saison 1, épisode 5                    |
| 2015        | Lugner am Opernball | Martin Gastinger                                                      |                                                                 | série TV, drame                                  |

### Vidéographie musicale
| Années | Titre      | Réalisateur      | Notes                                                    |
| ------ | ---------- | ---------------- | -------------------------------------------------------- |
| 2004   | Convivendo | Gaetano Morbioli | Elisabetta Canalis accompagne l'artiste Biagio Antonacci |

## Campagnes publicitaires
- 2007 : Baci & Abbracci
- 2008 à 2010 : Hollywood Milano
- 2010 à 2011 : Roberto Cavalli Underwear P/E
- 2011 : Donna Oro
- 2011 : Lancia Musa
- 2011 à 2012 : Pantene
- 2012 : PETA
- 2013 : Lormar
- 2013 : LuckyClick
- 2014 : Alessandro Angelozzi Couture
- 2014 : Ferrero
- 2014 à 2015 : Talco P/E